# Blair Witch Volume I: Rustin Parr
Blair Witch Volume I: Rustin Parr — компьютерная игра в жанре survival horror, разработанная Terminal Reality и выпущенная Gathering of Developers. Игра вышла только на Windows в 2000 году. Игра является первой в серии игр, основанной на фильме «Ведьма из Блэр: Курсовая с того света».

## Сюжет и персонажи
Действие игры происходит в 1941 году. Главным героем является Элспет Холлидей по кличке «Док», сотрудница организации «Spookhouse», занимающейся исследованием паранормальных явлений. Начальство посылает Холлидей в городок Бёркиттсвилль (англ. Burkittsville) в штате Мэриленд для выяснения обстоятельств преступлений, совершённых местным отшельником Растином Парром, который в период с ноября 1940 по май 1941 года похитил и с особой жестокостью убил семерых детей. Интерес для агентства представляет тот факт, что убийства носили ритуальный характер, а сам Парр утверждал, что совершать преступления ему приказывал голос лесной ведьмы.
День 1
Холлидей прибывает в Бёркиттсвилль вечером 21 июля. Ночью в мотеле она видит кошмар, в котором жители городка превращаются в монстров (так называемых «демайтов»), но уничтожив их, Холлидей понимает, что это было её галлюцинацией, приведшей к гибели невинных людей, после чего в отчаянии совершает самоубийство.
День 2
Столкнувшись с враждебностью шерифа, Холлидей заручается поддержкой его помощника, а также местного историка, предоставляющего ей доступ к городской библиотеке. Из книг Холлидей узнаёт детали истории Бёркиттсвилля (бывшего Блэра) и легенды о блэрской ведьме. Холлидей также встречается с Кайлом Броуди — единственным выжившим из похищенных Парром детей, всё ещё находящимся в состоянии шоковой прострации. Отправившись в лес и осмотрев пепелище дома Парра и Гробовую скалу, Холлидей встречает индейского шамана Асгайю, обучающего её пользоваться тванами (англ. twana) — амулетами в виде фигурок из веток, позволяющими видеть сверхъестественное и открывать пути в другие измерения. С помощью тваны Холлидей видит, что лес населён демоническими созданиями, подтверждающими существование в окрестностях некой тёмной силы.
День 3
Найдя в библиотеке информацию по индейскому фольклору, Холлидей узнаёт, что упоминания о великом зле, обитающем в бёркиттсвилльских лесах, имели место ещё до основания здесь поселения, что позже подтверждает и Асгайя, называя эту тёмную сущность Хекайтомикс (англ. Hecaitomix). Проникнув в измерение, где дом Парра оказывается несожжённым, Холлидей становится свидетелем гибели студентов-кинематографистов (эпизод, совпадающий с финалом фильма Ведьма из Блэр: Курсовая с того света) и здесь же видит Кайла Броуди. В лесах Холлидей также сталкивается с охотившимся на блэрскую ведьму в XVIII веке Джонатаном Праем (главный герой игры Blair Witch Volume III: The Elly Kedward Tale), который оставляет для Холлидей свой дневник у Гробовой Скалы. Поговорив в Асгайей, Холлидей понимает, что Хекайтомикс подчинил Кайла себе, так же как ранее вселялся во многих других людей, включая и саму блэрскую ведьму. Асгайя сообщает, что единственный способ изгнать Хекайтомикса — заманить его в особое измерение, откуда он долго не сумеет найти дороги обратно, и поясняет, что сделать это можно, если найти и спасти так называемого «кровавого мальчика» (англ. bleeding boy) — одну из первых жертв Хекайтомикса, обречённую на вечные муки у той же Гробовой скалы.
День 4
Холлидей возвращается в город, с помощью тваны Асгайи изгоняет демона из Кайла и узнаёт от него, что бёркиттсвилльский пастор тоже одержим Хекайтомиксом. Помешав пастору убить местную девочку, Холлидей привлекает внимание горожан, которые аналогично событиям её сна превращаются в демайтов. Укрывшись в лесу, Холлидей находит дом Робин Уивер, в детстве встречавшейся с ведьмой, и получает от неё твану, ведущую в измерение кровавого мальчика. По возвращении в город Холидей вступает в конфликт с шерифом, однако её спасает агент Стрейнджер (англ. Stranger) — приехавший в Бёркиттсвилль другой сотрудник «Spookhouse». Холлидей и Стрейнджер отправляются в леса, где Холлидей, проникнув в другое измерение, находит кровавого мальчика и, используя его как приманку, заманивает Хекайтомикса в ловушку.

## Игровой процесс

Холлидей у дома Растина Парра (скриншот игры)

Как и два последующих эпизода, игра выполнена на игровом движке Nocturne. Трёхмерные модели персонажей и врагов находятся в типичном для жанра игры статичном пре-рендеринговом бэкграунде с фиксированными камерами обзора. Есть также функциональный режим ночного видения, несмотря на слабое качество обзора позволяющий перемещаться по городу и лесу в полном 3D.
За исключением обучающей стадии игры, проходящей в здании организации «Spookhouse», игровое окружение в Бёркиттсвилле делится на два участка: город с семью локациями (главное здание, мотель, церковь, кафе, библиотека, типография, магазин) и лабиринтообразный лес, ключевыми местами которого являются дом Парра, Гробовая скала и хижина Асгайи. В городе имеется около 15 активных персонажей, снабжающих игрока информацией, необходимой для продвижения по сюжету. Персонаж Растина Парра в игре не появляется, хотя по сюжету сидит в камере полиции Бёркиттсвилля. Экшн-составляющая игры имеет место в лесных локациях, где представляет собой классический survival horror, осложнённый необходимостью ориентирования на местности.
В игре предусмотрены четыре уровня сложности, варьирующиеся по параметрам боя (normal combat/hard combat) и задач (normal puzzle/hard puzzle). На сложном уровне задач в игру добавляется несколько дополнительных квестов и головоломок:
- отвлечь шерифа, чтобы суметь поговорить с его помощником (День 2);
- найти верные сочетания ритуальных символов для каждой из трёх тван (День 3—4);
- выяснить химический состав вещества, которым пропитана твана (День 3);
- найти способ договориться с лицами леса (День 4).

Помимо гибели главной героини, игра может досрочно закончиться в следующих случаях:
- Холлидей заходит глубоко в воду лесного ручья;
- неправильно пройден квест с отвлечением шерифа (День 2);
- Холлидей не удаётся догнать Кайла, выбежавшего из церкви (День 4);
- Холлидей не удаётся спасти девочку от пастора, или пастор при этом погибает (День 4);
- Холлидей не удаётся убежать от Хекайтомикса в измерении кровавого мальчика (День 4).

## Связь с другими играми
Blair Witch Volume I: Rustin Parr тесно связана с игрой Nocturne, на основе движка которой Terminal Reality разрабатывала игру. В обеих играх фигурирует таинственная правительственная организация Spookhouse, занимающаяся расследованиями паранормальных явлений. В обеих играх можно встретить общих персонажей: главного действующего персонажа Nocturne агента Стрейнджера, Светлану Лупеску и Элспет Холлидей. Вместе с тем, остальные выпуски трилогии (Blair Witch Volume II: The Legend of Coffin Rock и Blair Witch Volume III: The Elly Kedward Tale), за исключением общей темы «Ведьмы из Блэр» и эпизодических упоминаний происходивших в разное время событий, практически не связаны между собой.

## Оценки критиков
| Сводный рейтинг       | Сводный рейтинг |
| Агрегатор             | Оценка          |
| --------------------- | --------------- |
| GameRankings          | 71,58 %         |
| Иноязычные издания    |                 |
| Издание               | Оценка          |
| GameSpot              | 7,1/10          |
| IGN                   | 6,8/10          |
| Русскоязычные издания |                 |
| Издание               | Оценка          |
| Absolute Games        | 85 %            |
| Game.EXE              | 4 из 5          |
| «Страна игр»          | 6,7/10          |

Игра получила в основном положительные рецензии, признающие неплохо передаваемую за счёт качественного рендеринга теней и достойного звука атмосферу хоррора. Основным пунктом критики являются неудачное управление и зачастую неудобные углы обзора камеры, мешающие экшн-сценам. IGN отмечает также неразвитость в игре adventure-элемента, монотонность и однообразность игрового процесса в лесных локациях.